# Dat wij dat zijn
Dat wij dat zijn is een nummer van de Zeeuwse band BLØF uit 2005. Het is een ballad, en de vijfde en laatste single van BLØF's zesde studioalbum Omarm. De single is uitgebracht op 7 maart 2005. Het nummer gaat erover dat mensen soms graag iemand anders willen zien.
Het nummer haalde de 25e positie in de Nederlandse Top 40.